# Utz Fischer
Utz Fischer (* 12. Oktober 1964 in Berlin) ist ein deutscher Wissenschaftler auf dem Gebiet der RNA-Biologie. Er ist Professor für Biochemie der Fakultät für Chemie und Pharmazie am Biozentrum der Julius-Maximilians-Universität Würzburg und assoziiertes Mitglied des Helmholtz-Instituts für RNA-basierte Infektionsforschung (HIRI).

## Leben
Fischer studierte Biochemie an der Freien Universität Berlin. Seine Promotion (1989–1992) sowie seine ersten Postdoc Forschungsarbeiten (1992–1995) führte er am Institut für Molekularbiologie und Tumorforschung (IMT) der Philipps-Universität Marburg im Labor von Prof. Reinhard Lührmann durch. Als DKFZ-Fellow (AIDS-Scholar) forschte Fischer zwischen 1995 und 1997 am Howard Hughes Medical Institute der University of Pennsylvania (Philadelphia, USA) in der Gruppe von Prof. Gideon Dreyfuss. Von 1997 bis 2003 leitete er eine selbständige Forschungsgruppe am Max-Planck-Institut für Biochemie in Martinsried. Seit 2003 ist er Lehrstuhlinhaber am Biozentrum in Würzburg. Seit 2019 ist er assoziiertes Mitglied des Helmholtz-Instituts für RNA-basierte Infektionsforschung (HIRI), seit 2018 Associate Director des Cancer Therapy Research Centers (CTRC) der Universität Würzburg.
Von 2014 bis 2018 war Fischer Leiter der Abteilung RNA-based disease therapy bei der Firma Genelux, San Diego, USA und Research Scientist am Department of Radiation Medicine and Applied Sciences, University of California, San Diego, USA.

## Auszeichnungen
- 1989 Dissertationspreis Hoechst Industrie
- 1993 Falcon Research Award der Deutschen Gesellschaft für Zellbiologie
- 1998 Rhone-Poulenc-Rorer Research Award
- 1999 Gerhard Hess Preis der Deutschen Forschungsgemeinschaft (DFG)
- 2025 Mitglied der European Molecular Biology Organization

## Engagement in der Forschung
- 2007–2013 Sprecher der DFG Forschergruppe FOR-855[8] (zusammen mit Elmar Wahle)
- 2010 Organisator, EMBO|EMBL Symposium ‘The complex Life of mRNA: From Synthesis to Decay’
- 2010–2016 Mitglied des DFG Fachkollegiums Sektion Grundlagen der Biologie & Medizin
- 2011–2013 Dekan der Fakultät für Chemie und Pharmazie, Julius-Maximilians-Universität Würzburg, Deutschland
- Seit 2015 Sprecher des DFG-Schwerpunktprogramms SPP1935[9] (zusammen mit Prof. Niels Gehring)
- 2016 Co-Organisator, Annual Meeting of the RNA Society in Kyoto, Japan
- Seit 2017 Wissenschaftlicher Beirat der Behring-Röntgen-Foundation[10], Philipps-Universität Marburg und Justus-Liebig-Universität Gießen, Deutschland
- Seit 2017 Wissenschaftlicher Beirat der Molecular Medicine Partnership Unit, EMBL/ Universität Heidelberg, Deutschland
- 2016–2023 Organisator, Meetings des DFG-Schwerpunktprogramms SPP1935
- 2018 Organisator, Internationales Meeting „RNA: Beyond its Genetic code“
- 2019–2021 Sprecher des Biozentrums, Julius-Maximilians-Universität Würzburg, Deutschland
- Seit 2021 Mitglied „DFG Senatsausschuss“ für SFBs und TRRs[11]
- 2022 Organisator, Internationales Meeting des DFG-Schwerpunktprogramms SPP1935

## Wissenschaftliche Arbeit
Fischers Forschung beschäftigt sich mit der Biogenese, Struktur und Funktion  von makromolekularen Maschinen des RNA-Metabolismus und deren Rolle bei menschlichen Erkrankungen.
Wichtige wissenschaftliche Beiträge waren:
- Identifizierung einer neuen Klasse von Kerntransport-Signalen für RNA-Proteinkomplexe[12]
- Erstmalige Beschreibung eines Kern-Exportsignals (NES)[13]
- Identifizierung und Charakterisierung des PRMT-5/SMN-Komplexes, einer Biogenese-Maschinerie für RNA-Proteinkomplexe[14]
- Strukturelle Beschreibung der Pockenvirus-Genexpressionsmaschinerie[15][16]

## Publikationen (Auswahl)
- An essential signaling role for the m3G cap in the transport of U1 snRNP to the nucleus, Fischer and Lührmann, Science (1990) doi:10.1126/science.2143847
- The HIV-1 Rev activation domain is a nuclear export signal that accesses an export pathway used by specific cellular RNAs, Fischer et al., Cell (1995) doi:10.1016/0092-8674(95)90436-0
- The SMN-SIP1 complex has an essential role in spliceosomal U snRNP biogenesis, Fischer U, Lui Q, Dreyfuss G, Cell (1997) doi:10.1016/S0092-8674(00)80368-2
- A multiprotein complex mediates the ATP-dependent assembly of spliceosomal U snRNPs, Meister G, Bühler D, Pillai R, Lottspeich F, Fischer U, Nature Cell Biology (2001) doi:10.1038/ncb1101-945
- Reduced RNP assembly causes motor axon degeneration in an animal model for spinal muscular atrophy, Winkler C, Eggert C, Gradl D, Meister G, Giegerich M, Wedlich D, Fischer U, Genes & Development (2005) doi:10.1101/gad.342005
- An assembly chaperone collaborates with the SMN complex to generate spliceosomal SnRNPs, Chari et al., Cell (2008) doi:10.1016/j.cell.2008.09.020
- Intronic miR-26b controls neuronal differentiation by repressing its host transcript, ctdsp2, Dill H, Linder B, Fehr A, Fischer U, Genes & Development (2012) doi:10.1101/gad.177774.111
- Structural Basis of Assembly Chaperone – Mediated snRNP Formation, Grimm C, Chari A, Pelz J, Kuper J, Kisker C, Diederichs K, Stark H, Schindelin H, Fischer U, Molecular Cell (2013) doi:10.1016/j.molcel.2012.12.009
- Deletion of TOP3β, a component of FMRP-containing mRNPs, contributes to neurodevelopmental disorders, G Stoll, OPH Pietiläinen, B Linder, J Suvisaari, C Brosi, W Hennah et al., Nature Neuroscience (2013) doi:10.1038/nn.3484
- Structural basis of Poxvirus transcription: transcribing and capping Vaccinia complexes, Hillen et al., Cell (2019) doi:10.1016/j.cell.2019.11.023
- Structural basis of poxvirus transcription: Vaccinia RNA polymerase complexes, Clemens Grimm et al., Cell (2019) doi:10.1016/j.cell.2019.11.024